# Sankt Ulrich bei Steyr
Sankt Ulrich bei Steyr é um município da Áustria localizado no distrito de Steyr-Land, no estado de Alta Áustria.